# Bob Shaw (Leichtathlet)
Bob Shaw (eigentlich Robert Douglas Shaw; * 27. Dezember 1932 in Taff’s Well, Rhondda Cynon Taf) ist ein ehemaliger britischer Hürdenläufer.
1954 gewann er für Wales startend bei den British Empire and Commonwealth Games in Vancouver Bronze über 440 Yards Hürden und erreichte über 120 Yards Hürden das Halbfinale. Bei den Leichtathletik-Europameisterschaften in Bern wurde er Fünfter über 400 m Hürden.
Bei den Olympischen Spielen 1956 in Melbourne und bei den British Empire and Commonwealth Games 1958 schied er über 400 m Hürden bzw. 440 Yards Hürden im Vorlauf aus.
1955 wurde er Englischer Meister über 440 Yards Hürden. 

## Persönliche Bestzeiten
- 110 m Hürden: 14,6 s, 1957
- 400 m Hürden: 51,7 s, 30. September 1956, Budapest